# بيتر دنزل
بيتر دنزل (بالألمانية: Peter Denzel)‏ هو ربان ‏ نمساوي، ولد في 24 مارس 1939.

## وصلات خارجية
- بيتر دنزل على موقع أوليمبيديا (الإنجليزية)